# Kevin Downes
Kevin Downes (Visalia, 21 de setembro de 1972) é um ator, roteirista, produtor e diretor norte-americano. Ele é co-fundador e chefe de produção e distribuição da Kingdom Story Company.

## Carreira
Ele tem escrito a mais de 15 anos, dirigindo, atuando e produzindo experiência, muito do que no mercado baseado na fé. Sua visão é a produção de alta qualidade de imagens em movimento para compartilhar fortes mensagens de esperança, fé e amor que vem através de um relacionamento pessoal com Deus através de Jesus Cristo. O filme Mercy Streets que ele produziu foi nomeado para o prémio de Melhor filme da família.
Em 2015, ele produziu Woodlawn.
Em 2019, com os Irmãos Erwin e Tony Youngm, fundou a produtora Kingdom Story Company.

## Vida pessoal
Kevin vive em Visalia, Califórnia com sua esposa Catherine e seu cão Darby. Kevin Downes.

## Filmografia

### Ator[4]
| Ano  | Título                            | Papel                  |
| 1994 | The Crossing                      | Jason                  |
| 1995 | End of the Harvest                | Jess                   |
| 1998 | Senseless                         | Smythe-Bates Finalista |
| 1999 | A Vow to Cherish                  | Paramedico             |
| 1999 | The Moment After                  | Charles Baker          |
| 2000 | Mercy Streets                     | Peter                  |
| 2002 | Time Changer                      | Greg                   |
| 2004 | Birdie & Bogey                    | Zach Cornell           |
| 2004 | Bobby Jones: Stroke of Genius     | Gene Homans            |
| 2004 | Six: The Mark Unleashed           | Jerry Willis           |
| 2006 | Midnight Clear                    | Rick                   |
| 2006 | The Moment After 2: The Awakening | Charles Baker          |
| 2006 | Thr3e                             | Henry                  |
| 2011 | Courageous                        | Shane Fuller           |
| 2013 | Silver Bells                      | Ref #1                 |
| 2013 | Taken by Grace                    | Detetive Gunderson     |
| 2014 | Moms' Night Out                   | Kevin                  |
| 2014 | Redeemed                          | Ryan                   |
| 2015 | Faith of Our Fathers              | John                   |
| 2015 | Woodlawn                          | Repórter Birmingham    |
| ---- | --------------------------------- | ---------------------- |

### Produtor
| Ano  | Título                                            |
| 1999 | The Moment After                                  |
| 2000 | Mercy Streets                                     |
| 2001 | Lay It Down                                       |
| 2002 | Time Changer                                      |
| 2004 | Six: The Mark Unleashed                           |
| 2006 | Midnight Clear                                    |
| 2006 | The Visitation                                    |
| 2006 | The Moment After 2: The Awakening                 |
| 2007 | The List                                          |
| 2009 | Like Dandelion Dust                               |
| 2013 | The Lost Medallion: The Adventures of Billy Stone |
| 2014 | Moms' Night Out                                   |
| 2015 | Faith of Our Fathers                              |
| 2015 | Woodlawn                                          |
| 2021 | American Underdog                                 |
| ---- | ------------------------------------------------- |

### Roteirista
| Ano  | Título                  |
| 1999 | The Moment After        |
| 2004 | Six: The Mark Unleashed |
| 2015 | Faith of Our Fathers    |
| ---- | ----------------------- |

### Diretor
| Ano  | Título                  |
| 2004 | Six: The Mark Unleashed |
| 2012 | Amazing Love            |
| ---- | ----------------------- |